# Історія Алупки

## Давній період
Поблизу від Алупки на Ай-Петринській яйлі, в урочищі Балин-Кош, знайдені сліди перебування древньої людини епохи неоліту. У I тисячолітті до н. е. поруч з місцем де знаходиться сучасна Алупка жили таври. Їх притулок виявлено на Хрестовій горі за 2 км від міста. Пізніше тут була заснована давньогрецька колонія, названа згодом Алупкою (від грецького «Алепо» — «лисиця»), ймовірно, тому, що в цих місцях водилося багато лисиць.
Вперше населений пункт під назвою Алупка згадується в письмових джерелах 960 року, коли хозарський правитель Йосиф в посланні міністрові іспанського двору перераховував підвладні каганату міста кримського узбережжя, в тому числі Алубіку (Алупку).

## Середньовіччя
У період раннього середньовіччя Алупка, як і всі Кримське узбережжя, перебувало під владою Візантійської імперії. У XIII столітті Алупка входила до складу феодального князівства Феодоро, а в XIV столітті — до складу генуезьких володінь і на картах значилася як невеликий причал для військових судів — Люпіко. У 1454 році поселення було спустошене турками. За часів турецького панування на місці нинішньої Алупки перебувало невелике татарське сільце.

## Російський період
Після анексії Криму Російською імперією в 1783 році Алупка стає маєтком великого поміщика, фаворита Катерини II, князя Г. О. Потьомкіна. З часом вона стала власністю командира грецького Балаклавського батальйону (кримська прикордонна охорона того часу) Ф. Д. Ревеліоті. До 20-х років XIX століття це було невелике село. Таким воно виглядало в описах вченого-ботаніка К. І. Габліпа і члена Російської академії наук П. І. Сумарокова. У 1798 році тут проживало 211 осіб, в основному державних селян, які одержали наділи.
У першій половині XIX століття маєток перейшов у володіння генерал-губернатора Новоросійського краю князя М. С. Воронцова, який вирішив влаштувати в Алупці свій головний, майоратний маєток. У 1828 році граф почав будувати собі палац. Власник маєтку сам вибрав місце для майбутнього палацу, автором якого став відомий англійський архітектор Едвард Блор. Проєкт Блора був грандіозний і являв собою палацовий ансамбль з декількох корпусів. Палац побудований з блоків місцевого сіро-зеленого діабазу — дуже твердого каменю магматичного походження. На будівництві палацу широко використовувалася праця кріпаків. Тут працювали талановиті володимирські каменотеси Г. Петров, І. Гаврилов та інші, які висікали з кам'яних брил тонкі та складні по малюнку прикраси. В обробці кімнат проявилася майстерність ліпника Р. Фортунова з містечка Мошни Київської губернії. Керував роботами архітектор Гейтон, але в 1833 році він раптово помер, і на його місце прибув з Англії архітектор Вільям Гунт, який і завершив роботи. Навколо палацу на площі близько 40 десятин був розбитий чудовий парк, в якому були влаштовані галявини, штучні водойми, гроти, посаджені екзотичні рослини. Будівництво палацу було закінчено в 1848 році та обійшлося приблизно в 9 мільйонів карбованців сріблом.
У селищі побудували також кілька громадських і приватних будинків. У 20-х роках, щоб залучити на свій бік татарське населення, Воронцов спорудив мечеть. На початку 40-х років споруджена православна церква за зразком храму Тезея в Афінах. Воронцов, якому тільки в Алупці належало до 400 десятин землі, розгорнув активну підприємницьку діяльність. У його маєтку вирощувався високосортний виноград, з якого готувалися відмінні вина, що здобули популярність не тільки в Росії, але і за кордоном.
У 1880-ті роки Алупка поступово перетворюється на курорт. Тут почали споруджувати для себе дачі великі російські поміщики. До 1887 року її населення становило 526 осіб. Коли стало відомо завдяки дослідницьким роботам лікарів С. П. Боткіна і В. М. Дмитрієва про цілющі властивості клімату Кримського узбережжя, сюди кинулися підприємці. Купуючи землю у місцевих поміщиків, вони будували дачі, готелі, пансіонати. Князі Трубецькі свій маєток в Алупці-Сарі (нині в межі міста) розбили на 100 окремих ділянок, продаючи їх від 8 до 30 карбованців, а в 1890-х роках — до 90 карбованців за квадратний сажень
Після придбання Лівадії царською сім'єю слідом за Олександром II сюди кинулися не тільки члени царської родини, маєтки й палаци яких з'явилися в зоні від Ялти до Алупки, але і придворна свита. Великі капіталістичні підприємці намагалися поставити тут курортне господарство на європейський лад. Свої володіння вони перетворили в типово комерційні підприємства з курзали, казино, ресторани. У ці роки була прокладена нижня дорога від Лівадії через Ореанду до Алупки. Найінтенсивніше дачне будівництво розгорнулося тут наприкінці XIX століття. З 1896 по 1900 рік було видано 161 дозвіл на споруду особняків, головним чином у центральній частині містечка. Коли вся територія Алупки була вже зайнята дачами і особняками, почали забудовувати більш вільну західну околицю. У 1901—1903 роки князі Трубецькі проклали дорогу, що зв'язала Севастопольське шосе з Сімеїзом.
На початку XX століття в селі споруджена каналізаційна мережа, частково прокладені мостові. 16 квітня 1902 року на кошти благодійного товариства в Алупці відкрито дитячий кістковотуберкульозний санаторій на 24 місця. Ініціатором його створення був відомий діяч російської медицини викладач Московського університету О. О. Бобров, який віддав на будівництво санаторію всі свої заощадження. Значні кошти передали також О. М. Горький, Л. М. Толстой, Ф. І. Шаляпін, лікарі С. Я. Єлпатьєвський, П. В. Ізергін та інші діячі російської культури. У 1904 році в санаторії налічувалося 60 місць, з них 12 безкоштовних . У 1910 році почали функціонувати два великі готелі — «Росія» і «Франція», приватний санаторний пансіон, потім санаторій духовного відомства і пермського земства. Алупка була дорогим курортом — старі путівники згадують про її «неймовірну дорожнечу». До 1913 року в Алупці було вже 8 санаторіїв на 200 місць, санаторний пансіон, близько 60 приватних пансіонів і до 120 дач.
У 1911—1912 роках побудований Шаанканський водопровід. У 1914 році почала працювати електростанція. Однак, незважаючи на бурхливий розвиток дачного будівництва, воно велося хаотично, без планів, фасади будівель були звернені у різні сторони, як це подобалося власникам. В результаті вулиці виявилися кривими й вузькими. У путівнику для приїжджих на 1889 рік відзначалося, що:

«базарна площа наповнена чадом і міститься досить брудно, на вулицю викидаються з харчевень і крамниць різні непридатні залишки, які гниють і поширюють сморід. У такі ж антисанітарні умови поставлено більшість споруд, що примикають до базарної площі.»

До 1914 року населення Алупки зросло до 3 791 людини. За своїм соціальним складом воно було досить строкатим: 1 765 селян, 859 міщан, 196 дворян, 56 служителів церкви, 16 купців, 47 поселян та 341 іноземний підданий . Селяни та міщани, основні податкові стани, займалися переважно землеробством і обслуговуванням багатих курортників.
У 1897 році в Алупці відкрилася земська школа, де один вчитель навчав 30 учнів. До 1915 року тут було три земських училища, грецьке училище, церковнопарафіяльна школа, народна читальня, платна бібліотека, в якій нараховувалася одна тисяча книг.

Меморіальна дошка на будинку де жив Архип Куїнджі

У різний час в Алупці бували багато відомих російських та українських письменників, артистів, художників та науковців. Тут відпочивали О. М. Горький, М. М. Коцюбинський, жив В. Г. Короленко. На короткий час в Алупці зупинялася Леся Українка з К. В. Квіткою. Бували тут М. С. Щепкін, Ф. І. Шаляпін, С. В. Рахманінов, І. К. Айвазовський, В. І. Суриков, В. М. Васнецов, М. Г. Гарін-Михайловський, В. В. Докучаєв. В Алупці мав свій маєток Архип Куїнджі.

## Радянський період
11 січня 1918 року місто захопив бронезагін більшовиків, які залишались у місті до 1 травня, коли Алупку зайняли німецькі війська. У листопаді 1918 року німці, через поразку у Першій світовій війні евакуювались з Криму.
У квітні 1919 року Червона армія відновлює свою владу. У червні 1919 року влада знову переходить до рук білогвардійців. У листопаді 1920 року в Алупці знову встановлюється радянська влада, яка націоналізувала садиби і палаци знаті. У 1921 році Воронцовський палац був націоналізований, а в його парадних залах відкрито музей. До кінця 1921 року в Алупці було створено 7 санаторіїв.
До 1927 року після громадянської війни був повністю відновлений житловий фонд Алупки. Працювала каналізація. Мешканці отримали електроосвітлення від Ялтинської і частково від старої Алупкинської електростанцій. На початок року в Алупці в 881 дворі проживало 2950 осіб.
У червні й вересні-жовтні 1927 року тут відбулися сильні землетруси. Були пошкоджені 52 будинки, ряд будівель курортного відомства.
В 1938 році Алупка отримала статус міста і стала другим за значущістю містом-курортом на південному березі Криму. Тут працювало 22 санаторії і будинків відпочинку на 3 500 місць. На початку 1941 року в Алупці проживало 7 400 осіб. В місті налічувалося 642 житлових будинки загальною площею 52 820 м².
8 листопада 1941 року Алупку окупували гітлерівці. Частина жителів пішла в Ялтинський партизанський загін. В окупованому місті в 1941—1942 роки діяла підпільна патріотична група з комсомольців і піонерів Алупки і Кореїзу. До групи входили брати А. Гавирін і В. Гавирін, їх сестра Л. Гавиріна, Л. Горемикін, П. Асаулюк, Л. Кузеріна, І. Данілін і його мати К. А. Даніліна. Підпільники розповсюджували серед населення листівки. У березні 1942 року фашисти стратили на центральній площі Алупки братів Гавиріних, в Сімеїзі розстріляли П. Асаулюка і Л. Гавиріну, в Ялті — Л. Кузеріну. Ще в січні 1942 року повісили Л. Горемикіна разом з батьком і матір'ю . У 1957 році на могилі братів Гавиріних встановлено пам'ятник. Одна з вулиць міста названа їх ім'ям.

Погруддя Амет-Хана Султана

Багато жителів міста билися з нацистами на фронтах радянсько-німецької війни. Особливо прославився уродженець Алупки льотчик Амет-Хан Султан. У 1955 році біля входу в Алупкинський парк встановлений бронзовий бюст Героя.
16 квітня 1944 року частини Приморської армії відвоювали місто. Гітлерівці завдали великої шкоди місту. Були спалені й зруйновані багато будинків, виведена з ладу низьковольтна електромережа, пошкоджені каналізація та водопровід, зруйновано п'ять резервуарів для зберігання води, підірвана пасажирська пристань, перетворилися на руїни санаторії. Після закінчення війни зруйнований курорт за 1945—1955 роки відновлює свої здравниці, а потім реконструює та модернізує їх.
У 1970-х і 1990-х роках у східній частині Алупки був побудований пансіонат «Воронцов», а в західній — «Південнобережний».

## XXI століття
Сучасна Алупка — місце відпочинку і лікування для багатьох громадян України й закордону. У місті діє 13 укрупнених здравниць, серед них одна з найбільших дитячих — санаторій, який носить ім'я свого засновника — професора О. Боброва (лікують кістково-суглобовий і урологічний туберкульоз).
У Алупці працює відділення винрадгоспу «Лівадія», виробничо-демонстраційний комплекс ВО «Масандра» (цехи витримки міцних вин типу «Мадера», «Портвейн червоний» і виробничо-дегустаційний), є лісництво.
У березні 2014 р. разом з усією територією АР Крим місто було захоплено Російською Федерацією.